# Thomas S. Murphy
Pour les articles homonymes, voir Murphy.
Thomas S. Murphy (né le 31 mai 1925 à Brooklyn et mort le 25 mai 2022 à Rye) est un homme d'affaires du monde de la télévision connu pour avoir été à partir de 1966 le pdg de Capital Cities puis de Capital Cities/ABC avant le rachat d'ABC par la Walt Disney Company en 1996.

## Biographie
En 1954, Murphy est engagé par Lowell Thomas et Frank Smith qui viennent de prendre le contrôle de la société Hudson Valley Broadcasting pour diriger les stations WROW-AM et WROW-TV (plus tard WTEN) à Albany.
En 1957, la Hudson Valley Broadcasting fusionne avec la Durham Television Enterprises propriétaire de la chaine WTVD en Caroline du Nord. Les deux sociétés se rebaptisent Capital Cities Television Corporation puis Capital Cities Broadcasting Corp en 1960 avant de devenir Capital Cities Communications en 1973.
En 1960, Murphy est nommé vice-président de Capital Cities tandis que Frank Smith devient le pdg.
En 1966, avec le décès brutal de Smith, Murphy devient pdg et président du directoire.
En 1968, il diverisifie Capital Cities en rachetant Fairchild Publications.
En mars 1985, il lance une fusion de 3,5 milliards d'USD entre Capital Cities et American Broadcasting Company qui est acceptée et finalisée en septembre 1985.
En 1996, Thomas S. Murphy, pdg de Capital Cites depuis 1966, est nommé président directeur général et CEO d'ABC.
Il a été nommé Disney Legends en 2007.
Il fait ou a fait partie des comités directeurs des sociétés Berkshire Hathaway, General Housewares Corp, Texaco, Johnson & Johnson et IBM Corporation.
Il meurt le 25 mai 2022 à Rye dans l'État de New York à l'âge de 96 ans.